# Jacob Laursen
Jacob Thaysen-Laursen (Vejle, Dinamarca, 6 de octubre de 1971) es un exfutbolista danés que jugaba como defensa. Fue internacional en la segunda mitad de la década de los 90 con la selección de fútbol de Dinamarca.

## Clubes
| Club                                   | País       | Año       |
| -------------------------------------- | ---------- | --------- |
| Vejle BK                               | Dinamarca  | 1989-1992 |
| Silkeborg IF                           | Dinamarca  | 1992-1996 |
| Derby County F. C.                     | Inglaterra | 1996-2000 |
| FC Copenhague                          | Dinamarca  | 2000-2002 |
| Leicester City F. C.                   | Inglaterra | 2002      |
| Wolverhampton Wanderers F. C. (cedido) | Inglaterra | 2002      |
| Aarhus GF (cedido)                     | Dinamarca  | 2002      |
| Rapid Viena                            | Austria    | 2002-2003 |
| Vejle BK                               | Dinamarca  | 2003-2004 |
| FC Fredericia                          | Dinamarca  | 2004-2005 |